# Deslocado
A Deslocado (fonetikusan: [dɨʒ.lu.ˈka.ðu]; magyarul: Kiszorítva) a portugál indie-zenekar, a Napa dala. Az együttes madeirai gyökereinek állít emléket, akik fiatalon a szárazföldi Portugáliába, Lisszabonba költöztek tanulni, ezzel egyfajta elszakítottságot élve meg. A dalt André Santos, Diogo Góis, Francisco Sousa, João Guilherme Gomes, João Lourenço Gomes és João Rodrigues szerezték. 2025. január 23-án jelent meg a Festival da Canção 2025 hivatalos válogatásalbumának részeként a Sony Music Portugal kiadásában, majd 2025. március 10-én kislemezként is megjelent a Universal Music Portugal gondozásában. A dal 2025. március 8-án megnyerte a portugál eurovíziós nemzeti döntőt, a Festival da Cançãót, majd így képviselhette Portugáliát a 2025-ös Eurovíziós Dalfesztiválon Bázelben, ahol a döntőben a 21. helyen végzett 50 ponttal.
A Deslocado fogadtatása összességében pozitív–vegyes volt: a zenekritikusok kiemelték a dal dallamos egyszerűségét, a portugál nyelv használatát és az érzelmi töltetet, különösen a szövegben megjelenő vágyódás és kiszakítottság témáját. Míg egyesek hitelesnek találták az előadást, mások szerint nem volt eléggé hatásos vagy kiemelkedő. A dal a portugál kislemezlisták élére került, ezzel a Napa első hazai slágerlistás szereplését hozva. Emellett felkerült a görög, litván, luxemburgi és svájci zenei toplistákra is, valamint szerepelt a holland Single Tip és a svéd Heatseekers listákon. Portugáliában a Associação Fonográfica Portuguesa háromszoros platinalemezzé nyilvánította a dalt.

## Háttér
A dalt a zenekar énekese, João Guilherme Gomes írta, a zenéjét a Napa és André Santos szerezte, a hangszerelésért pedig utóbbi, valamint Luís „Twins” Pereira felelt. A dal egyfajta tisztelgés a zenekar eredete előtt: a tagok mind Madeiráról származnak, és „elszakítottként” élnek Portugália szárazföldi részén, ahová 18 éves korukban költöztek. „Ez az egyik legfontosabb dal, amit valaha készítettünk” – emelte ki a zenekar, hozzátéve: „mindig is szerettük volna kifejezni azt az érzést, hogy elszakadtunk az otthonunktól, hogy egy óceán választ el minket tőle”.
A dalszöveg részben Miguel Neves, Azori-szigeteki humorista egyik műsorából merített ihletet, amelyben arról beszélt, milyen érzés egy szigetről a szárazföldre érkezni, egy olyan helyre, „ahol szinte sehol sem látni a tengert a horizonton”. Inspirációt nyújtott továbbá João Borsch, aki a „szigeti identitásról” beszélt, valamint Lourdes Castro egyik interjúja, amelyben a művésznő azt mondta: csak akkor érezte igazán, hogy jó volt Madeirán felnőni, amikor már elköltözött onnan.
A dal megjelenése után gyorsan népszerűvé vált a TikTok videómegosztó platformon, ahol számos elszakadt, illetve migrációban élő fiatal készített videókat saját élményeiről. Erre a jelenségre reagálva João Guilherme Gomes elmondta: „gyorsan rájöttünk, hogy rengeteg elszakadt ember él Portugálián belül is, illetve portugál emigránsok is sokan azonosultak az üzenettel”. A zenekar dobosa, João Rodrigues hozzátette: a dalt minden portugál emigránsnak ajánlják, „akiknek el kellett hagyniuk az országot, hogy jobb életük legyen, ahelyett, hogy csak túléltek volna Portugáliában”.

## Lemezborító
A dal borítóképe Madeira egyik legrégebbi ismert fényképét ábrázolja, amely valamikor 1863 és 1885 között készült. A felvétel – amely jelenleg a Madeira Fotómúzeum, Atelier Vicente gyűjteményében található – két fiút ábrázól Porto da Cruzból, amint a horizontot figyelik, ami „állandóan jelen volt az életük során”. A zenekar egy közösségimédia-bejegyzésben így írt a képről:
Egy olyan korban, amikor az élet kevés utat kínált, és az elszigeteltség rendkívül megterhelő volt, ezeknek a fiúknak meg kellett barátkozniuk azzal a valósággal, hogy egész életüket a szigeten fogják leélni, anélkül, hogy megismernék a világ többi részét. 150 évvel később nekünk megadatott, hogy felfedezzük a világot. És miután megismertük, valóban megérthetjük, hol van az otthon.

## Megjelenés és videóklip
A Deslocado 2025. január 23-án jelent meg a Festival da Canção 2025 hivatalos válogatásalbumának részeként. A zenekar győzelmét követően a dal kislemezként is megjelent 2025. március 10-én. A hozzá tartozó videóklipet 2025. május 12-én mutatták be, melynél a rendezői munkát António Amaral, valamint a Gattopardo nevű rendezőpáros (João Diogo Marques és Vasco Mendes) jegyezte.
A videóklip olyan embereket mutat be, akik elszakítva élnek eredeti otthonuktól, személyes történeteiket állítva a középpontba. A felhasznált videórészletek egy nyílt felhívás eredményeként kerültek be az alkotásba: a zenekar a közösségi médiában arra kérte a világ különböző pontjain élő embereket, hogy küldjenek be őszinte videókat arról, hol élnek jelenleg. A felhívásra mintegy hatszáz videó érkezett be.

## Promóció

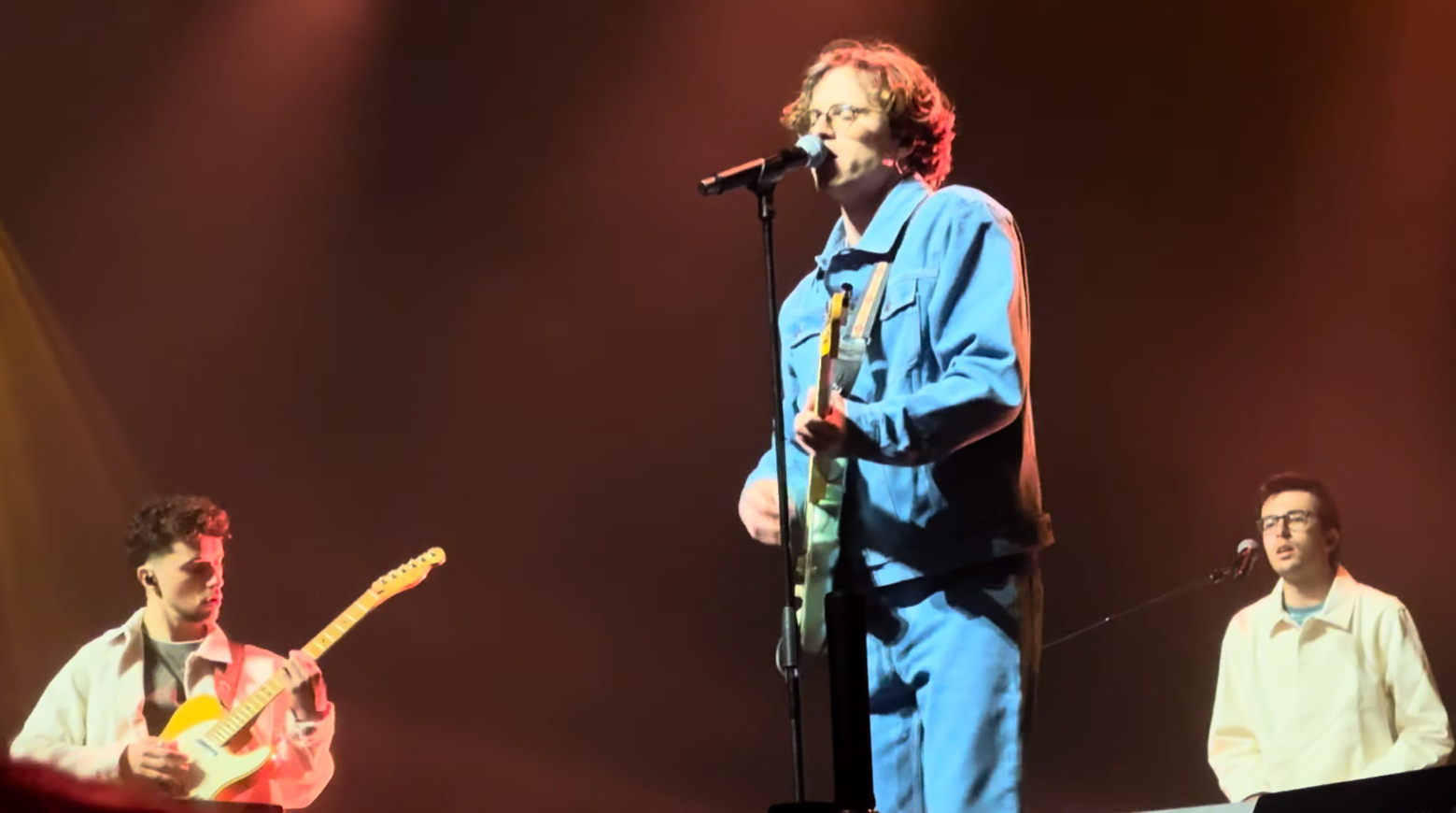
A Napa az amszterdami Eurovision in Concert eseményen

A dal a Eurovíziós Dalfesztivált megelőző népszerűsítése érdekében a Napa bejelentette részvételi szándékát több eurovíziós partin. Elsőként az vált hivatalossá, hogy fellépnek a 2025. április 5-én, Amszterdamban, az AFAS Live Arénában megrendezett Eurovision in Concert eseményen. A zenekar emellett részt vett a PrePartyES 2025 rendezvényen is, amelyet április 19-én tartottak Madridban, a Sala La Rivierában.

## A kritikusok értékelései

### Fogadóirodák
A verseny előtt a fogadóirodák nem jósoltak kedvező esélyeket a portugál dal számára: az elődöntők mezőnyében az első elődöntő tizenötödik, azaz utolsó helyére rangsorolták. A dalnak körülbelül 14%-os esélyt adtak a döntőbe jutásra, míg a kiesés valószínűségét 84%-ra becsülték. A továbbjutást követően is alacsony esélyeket kapott: a győzelem valószínűségét kevesebb mint egy százalékra, a legjobb öt közé kerülést 2%-ra, a top 10-es helyezést pedig 8%-ra tették. Ugyanakkor a szakértők 10%-os valószínűséggel számoltak az utolsó hely megszerzésére is.

### A portugál sajtó és közszereplők véleményei
A portugál zenei kritikusok véleménye összességében pozitív vagy vegyes volt. Gonçalo Correia (Sábado) a dalt „elegáns, klasszikus, álomszerű indie-pop számként” jellemezte, amely szerinte „szerelmi vallomás Madeirához”. A Diário de Notícias hasábjain Jorge Mangorrinha „visszafogott és érzelmes” dalnak nevezte a Deslocadót, és párhuzamot vont Salvador Sobral 2017-es eurovíziós győztes dalával, az Amar pelos doissal. Kiemelte a dalszöveg üzenetét, valamint a közönség és a kritikusok egyre növekvő lelkesedését, valamint úgy vélte, hogy a dal visszafogott hitelessége hozzájárult Portugália meglepetésszerű döntőbe jutásához.
A Público újságírója, Pedro Roque úgy vélte, hogy a Deslocado azt az érzelmi összetettséget jeleníti meg, amely a szülőföld elhagyásával jár, amikor valaki a lehetőségek reményében indul el. Írásában kiemelte a dal egyszerűségét és érzelmi mélységét, amely sokak által átélt, de ritkán megfogalmazott érzéseket tükröz. Szerinte ez a dal a portugál saudade fogalmához is kapcsolódik, noha ez a szó csupán egyszer hangzik el a teljes szövegben. Az Observador kritikájában Susana Verde megjegyezte, hogy a dal elsőre nem érintette meg, de többszöri hallgatás után fokozatosan közelebb került hozzá. Ugyanakkor hozzátette, hogy számára nem ez lett volna a győztes a portugál eurovíziós nemzeti döntőben, később mégis elismerően nyilatkozott a dalról és a szövegéről. Eurovíziós előadásukat „frissítőnek” nevezte, hozzátéve, hogy „ez volt az egyetlen produkció az évben, amelyben valóban zenekart éreztem a színpadon”.

### Nemzetközi sajtóvisszhang
A finn Yle műsorszolgáltató részéről Eva Frantz 7/10-es értékelést adott a dalra, méltatva annak „szimpatikus és kellemes” hangulatát, valamint a portugál nyelv használatát. Hasonlóan elismerően nyilatkoztak a holland Trouw lap újságírói, Harmen van Dijk, Peter van der Lint és Nienke Schipper, akik a portugál nyelv „csodálatosan dallamos” hangzását emelték ki, és úgy fogalmaztak, hogy a dal „törékenységet és nyugalmat áraszt”. A BBC kritikusa, Mark Savage a dalt „hetvenes éveket idéző hangulatúnak” nevezte, Paul McCartney Wings együttesét említve hasonlatként, és egy „lágy rock-balladaként” jellemezte. Az Esquire magazinban Dave Holmes a dalfesztivál egyik kiemelkedő produkciójaként említette meg a Deslocadoót, amely szerinte egyszerű és érzelmileg hiteles popdal, és pont visszafogottsága és a látványos színpadtechnika hiánya miatt emelkedhetett ki a mezőnyből.
A Vulture kritikusa, Jon O’Brien a tizenhetedik helyre rangsorolta a dalt, és úgy vélte, hogy a produkció Salvador Sobral „hiteles hangvételű” formuláját követi, bár kétségei voltak afelől, hogy a közönség ismét ugyanúgy fogadná ezt a fajta megközelítést. Mindezek ellenére dicsérte a dal „meleg, letisztult hangzását”, a „laza harmóniákat és finom akusztikát”, és „üdítő ellensúlynak” nevezte a többi, túlságosan látványos produkcióval szemben. A CNN részéről Rob Picheta a döntő mezőnyében a huszonhatból a huszonharmadik helyre sorolta a portugál indulót: „kellemesnek” nevezve a dalt, ugyanakkor úgy vélte, hogy a színpadkép nem adott hozzá semmit az élményhez. A The Times-ban Ed Potton csupán egy csillagot adott az ötből, és „teljesen felejthetőnek” nevezte a dalt.

## Eurovíziós Dalfesztivál

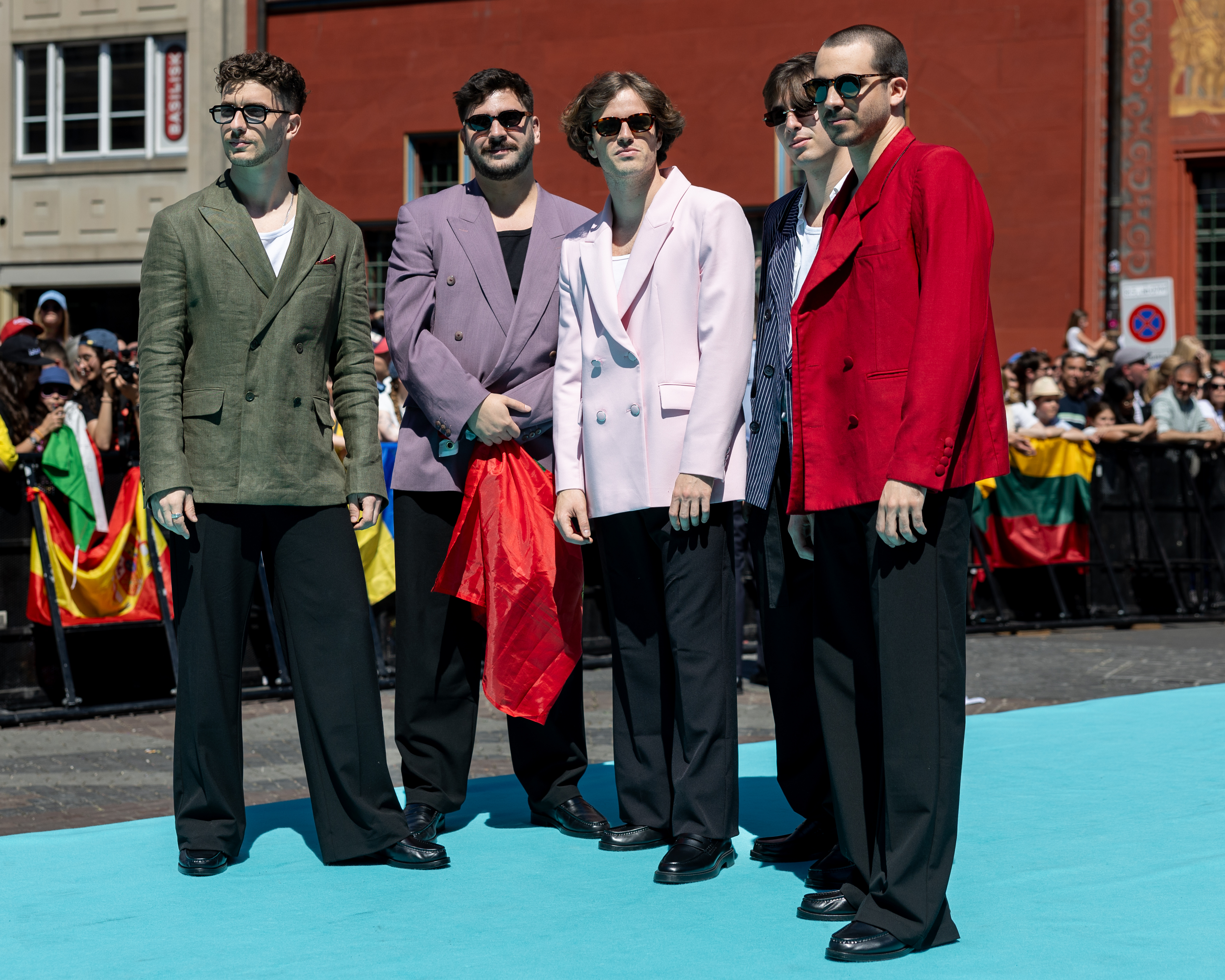
A Napa a 2025-ös Eurovíziós Dalfesztivál megnyitóünnepségen

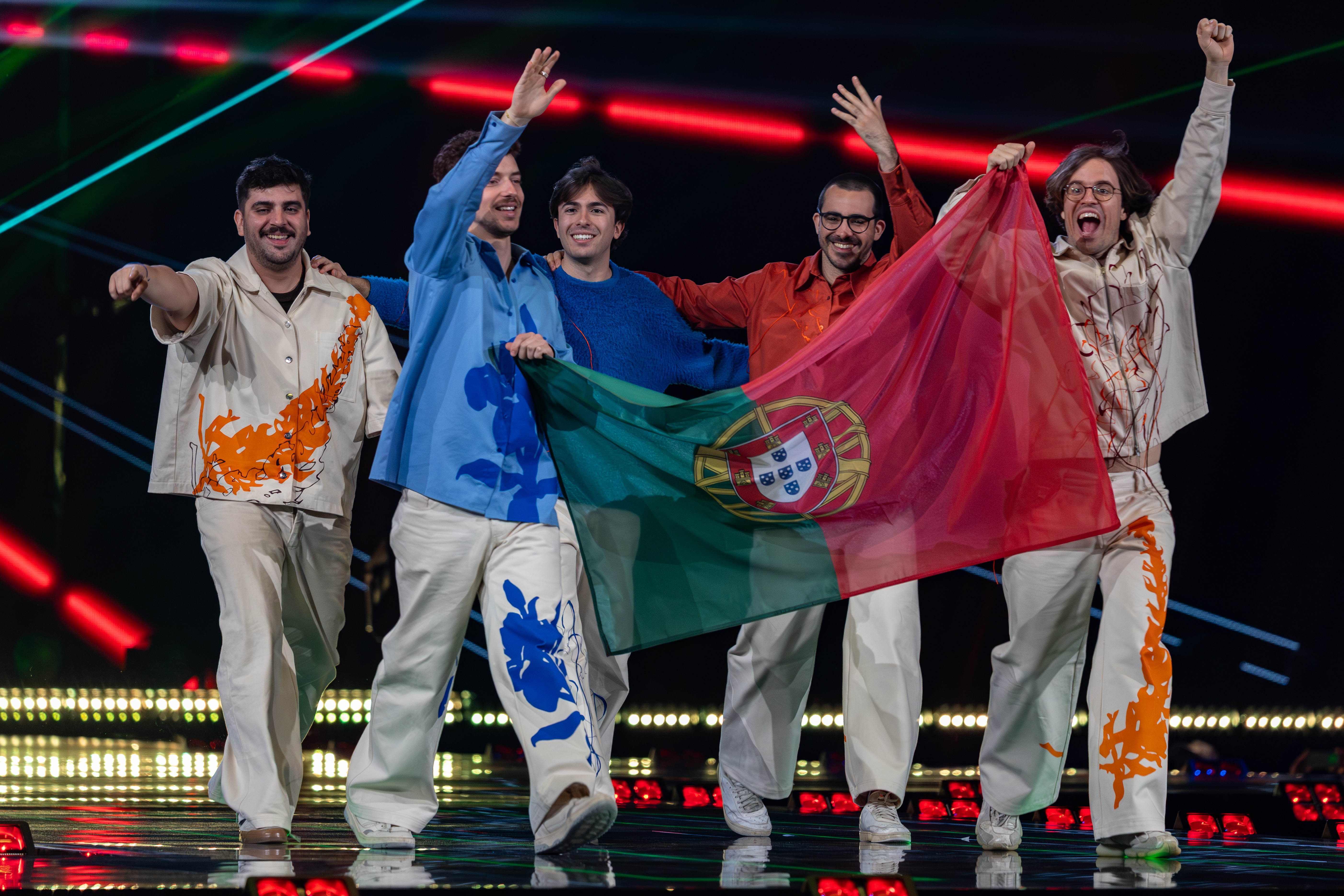
A Napa a 2025-ös Eurovíziós Dalfesztivál döntőjének zászlós bevonulásán

### Festival da Canção 2025
A Festival da Canção 2025 volt a Rádio e Televisão de Portugal (RTP) által szervezett nemzeti válogató, amely Portugália képviselőjét választotta ki a 2025-ös Eurovíziós Dalfesztiválra. Ebben az évben a verseny húsz indulót vonultatott fel, akik két elődöntőben mutatkoztak be 2025. február 22-én és március 1-jén, míg a döntőt március 8-án rendezték meg. Mindkét elődöntőben tíz versenydal szerepelt, amelyek közül hat jutott tovább a döntőbe. Az első öt továbbjutót a zsűri és a közönségszavazás 50/50 arányú összesített eredménye határozta meg, míg a hatodik versenyzőt a fennmaradó dalok közül egy második körös közönségszavazás alapján választották ki. A döntő eredményét hét regionális zsűri és a közönségszavazás egyenlő arányú pontozása határozta meg. A zsűrik és a közönség is 1–8, 10 és 12 pontot osztottak ki a rangsoruk alapján.
A Napa együttes 2025. január 23-án lett hivatalosan bejelentve a Festival da Canção 2025 résztvevőjeként. A Deslocado a második elődöntőben mutatkozott be, ahonnan továbbjutott a döntőbe, az első helyen 20 ponttal. A döntőben március 8-án hetedikként léptek színpadra, és 17 ponttal – 7 pontot a zsűritől, 10-et a közönségtől szerezve – megnyerték a versenyt.

### 2025-ös Eurovíziós Dalfesztivál
A 2025-ös Eurovíziós Dalfesztivált a svájci Bázelben, a St. Jakobshalléban rendezték meg. Az elődöntőkre május 13-án és 15-én, a döntőre pedig május 17-én került sor. A sorsoláson, amelyet 2025. január 28-án tartottak, Portugáliát az első elődöntő első felébe osztották be. Később bejelentették, hogy a Napa hetedikként fog fellépni, a Svédországot képviselő KAJ Bara bada bastu című dala után és a Norvégiát képviselő Kyle Alessandro Lighter című dala előtt.
Az eurovíziós fellépéshez a zenekar Constança Entrudo madeirai származású divattervezővel működött együtt, aki egyedi szetteket tervezett számukra, amelyek vizuálisan is kifejezték a dal szigethez kötődő tematikáját. Entrudo Madeira kulturális és természeti örökségéből merített ihletet, többek között a Bordado Madeira hímzéshagyományból, valamint Lourdes Castro munkásságából. A jelmezek kézzel festett virágmintákat tartalmaztak, amelyeket Entrudo lisszaboni műhelyében terveztek, majd madeirai kézművesek hímezték ki a Bordal hímzőcéggel együttműködésben. A minták „pozitív” és „negatív” változatban jelentek meg az egyes ruhákon, ezzel is hangsúlyozva a dal központi témáit: az elszakítottságot és a kettősséget. Az aszimmetrikus szabásvonalak, áttetsző anyagok és rétegzett elemek a fragmentáltság és mozgás érzetét keltették, vizuálisan is megidézve az „elszakítottság” élményét.
A színpadkép nagyrészt megegyezett a Festival da Cançãón látottakkal: minimalista stílusban, építkező előadással. A produkció lassú kameramozgásokkal és fokozatos távolítással indult, miközben Guilherme, az énekes, lassan előrelépett a színpad végéből, eleinte elkerülve a kifutót. Az első refrénnél csatlakozott hozzá Francisco (gitár) és Diogo (basszusgitár). A vizuális látványvilág kék és pasztellnarancs színpalettával dolgozott, lebegő felhőkkel és animált égbolttal, a végén narancs fényekkel és pasztellárnyalatokkal kiemelt szakasz következett, amely Madeira természeti tájaira utalt. A dal az első elődöntőben a kilencedik helyen végzett, 56 pontot szerezve, és ezzel továbbjutott.
A döntőben, május 17-én ugyanazt az előadást láthatták a nézők, mint az elődöntőben. A dal huszonegyedikként hangzott el, a Máltát képviselő Miriana Conte Serving című dala után és az Dániát képviselő Sissal Hallucination című dala előtt. A szavazás során Portugália a huszonegyedik helyen végzett 50 ponttal: 37 pontot kapott a zsűriktől és 13-at a közönségtől. A zsűriszavazás során egyetlen ország sem adott 12 pontot a dalnak: a legtöbbet, 7 pontot Hollandia ítélte meg. A közönségszavazás során sem érkezett 12 pont, a legtöbb, 8 pont Luxemburgból érkezett.
Az eredmények kihirdetése után a Napa elégedettségét fejezte ki, és megköszönte a szavazók támogatását és szeretetét. A Festival da Canção hivatalos Instagram-oldalán közzétett videóban így üzentek: „Nagyon köszönjük mindenkinek, aki ránk szavazott”. Elégedettségüket fejezték ki az eurovíziós utazásukkal kapcsolatban, mondván: „Nagyon boldogok vagyunk ezen az úton”, hozzátéve: „érezzük a szeretetet. Egy nagy ölelést küldünk mindenkinek”. Guilherme az Antena 1-nek adott interjújában az élményt hihetetlennek, nagyon jónak és a várakozásokat felülmúlónak nevezte.

## Feldolgozások
A Festival da Cançãón megszerzett győzelmet követően több feldolgozás is megjelent a Deslocadóból a közösségi médiában. Valentin Lescsinszkij (a Ziferblat gitárosa), aki Ukrajnát képviselte a 2025-ös Eurovíziós Dalfesztiválon, saját verzióját osztotta meg a közösségi oldalán. A 2017-es Eurovíziós Dalfesztivál győztese, Salvador Sobral is készített egy feldolgozást, amelyet Üzbegisztán utcáin adott elő a dal egyik szerzőjével és producerével, André Santossal közösen. A TikTok videómegosztó platformon is számos feldolgozás született, köztük az egyik Inês Marques Lucas előadásában, aki szintén a 2025-ös Festival da Canção 2025 egyik elődöntőse volt.

## A produkció közreműködői
Zenészek
- João Guilherme Gomes – ének, gitár
- João Lourenço Gomes – zongora, háttérvokál
- Francisco Sousa – gitár
- Diogo Góis – basszus
- João Rodrigues – dobok

Technikusok
- Pedro Joaquim Borges – maszterelés, hangkeverés
- Luís „Twins” Pereira – felvétel, hangszerelés
- André Santos – hangszerelés

## Dalszöveg
| Por mais que possa parecer Eu nunca vou pertencer àquela cidade O mar de gente, o sol diferente O monte de betão não me provoca nada Não me convoca casa – A dal refrénje | Nem számít, milyennek tűnik Soha nem fogok abba a városba tartozni Az emberek tengere, a különböző nap A betondzsungel nem mozgat meg bennem semmit sem Nem keltenek bennem otthonérzetet – A dal refrénje magyarul |

## Helyezések
| Lista (2025)                        | Legjobb helyezés |
| ----------------------------------- | ---------------- |
| Bolívia (Billboard)                 | 25               |
| Görögország International (IFPI)    | 66               |
| Hollandia (Single Tip)              | 9                |
| Litvánia (AGATA)                    | 8                |
| Luxemburg (Billboard)               | 19               |
| Peru Anglo Airplay (Monitor Latino) | 14               |
| Portugália (AFP)                    | 1                |
| Svájc (Schweizer Hitparade)         | 59               |
| Svédország (Sverigetopplistan)      | 9                |

## Minősítések
| Régió | Minősítés  | Eladott példányszám |
| --- | ---------- | ------------------- |
| Portugália (AFP) | 3× platina | 30 000‡             |
| ‡ Eladási+streaming példányszámok kizárólag a minősítés alapján. † Csak streaming számok kizárólag a minősítés alapján. |            |                     |

## Megjelenési történet
| Régió       | Dátum             | Formátum(ok)                 | Változat       | Kiadó      | For.   |
| ----------- | ----------------- | ---------------------------- | -------------- | ---------- | ------ |
| Világszerte | 2025. január 23.  | Digitális letöltés streaming | Válogatásalbum | Sony Music | [ 77 ] |
| Világszerte | 2025. március 10. | Digitális letöltés streaming | Eredeti        | Universal  | [ 13 ] |